# Гуляйпільська волость (Верхньодніпровський повіт)
Гуляйпільська волость — адміністративно-територіальна одиниця Верхньодніпровського повіту Катеринославської губернії.
Станом на 1886 рік — складалася з 17 поселень, 17 сільських громади. Населення 3177 осіб (1680 чоловічої статі та 1497 — жіночої), 592 дворових господарства.
|                     | Площа, десятин | У тому числі орної, десятин |
| ------------------- | -------------- | --------------------------- |
| Сільських громад    | 3608           | 2110                        |
| Приватної власності | 13295          | 7202                        |
| Іншої власності     | 66             | 66                          |
| Загалом             | 15152          | 8273                        |

Найбільше поселення волості:
- Гуляйполе — село при річці Базавлук в 65 верстах від повітового міста, 249 осіб, 57 дворів, церква православна, лавка, 5 ярмарків на рік, базарь по неділях.
- Володимирівка — село при річці Базавлук, 299 осіб, 48 дворів, лавка.
- Малософіївка — село при річці Базавлук, 338 осіб, 73 дворів, школа, лавка.
- Мар'ївка — село при балці Мостовій, 493 особи, 83 двори, церква православна.

За даними на 1908 рік загальна кількість населення зросла до 7109 осіб (3703 чоловічої статі та 3406 — жіночої), 1117 дворових господарств, до волості також відносились:
- Удачне — колишнє панське село, 283 особи (136 чоловічої статі та 147 — жіночої), 46 дворових господарств;
- Любимівка (та Водяне) — колишнє панське село, 646 осіб (321 чоловічої статі та 325 — жіночої), 108 дворових господарств;
- Олександрівка 2 (Біленьке) — колишнє панське село, 350 осіб (185 чоловічої статі та 165 — жіночої), 62 дворових господарств;
- Олександрівка 1 — колишнє панське село, 137 осіб (72 чоловічої статі та 65 — жіночої), 19 дворових господарств;
- хутір Авдотівка — колишнє панське село, 46 осіб (25 чоловічої статі та 21 — жіночої), 7 дворових господарств;
- село Авдотівка — колишнє панське село, 315 осіб (166 чоловічої статі та 149 — жіночої), 48 дворових господарств;
- Настопіль — колишнє панське село, 234 особи (120 чоловічої статі та 114 — жіночої), 35 дворових господарств;
- Михайлівське — колишнє панське село, 304 особи (171 чоловічої статі та 133 — жіночої), 37 дворових господарств;
- Андріївка (та Весела) — колишнє панське село, 356 осіб (175 чоловічої статі та 181 — жіночої), 53 дворових господарства;
- Смолянка (Смоленське та Мануйлівка) — колишнє панське село, 332 особи (172 чоловічої статі та 160 — жіночої), 45 дворових господарств;
- Благодатне — колишнє панське село, 340 осіб (177 чоловічої статі та 163 — жіночої), 53 дворових господарства;
- Нескучна (Зальбахівка) — колишнє панське село, 543 особи (305 чоловічої статі та 238 — жіночої), 90 дворових господарства;
- Іванівка.